# Liste de périodiques de bande dessinée
Cet article liste des périodiques de bande dessinée en France. Ces publications sont celles qui sont (ou étaient) diffusées en kiosques. Il en existe beaucoup d'autres qui ne sont pas considérées comme des fanzines, qui ne sont pas distribuées par le réseau de la presse, mais que l'on peut trouver par abonnement exclusivement ou dans les rencontres (festivals, forums, etc.) ou, parfois, en librairies : Coma Lucide, Le Dernier Neurone, Rock Hardi, etc.
- Haut – A
- B
- C
- D
- E
- F
- G
- H
- I
- J
- K
- L
- M
- N
- O
- P
- Q
- R
- S
- T
- U
- V
- W
- X
- Y
- Z

## Liste
- Haut – A
- B
- C
- D
- E
- F
- G
- H
- I
- J
- K
- L
- M
- N
- O
- P
- Q
- R
- S
- T
- U
- V
- W
- X
- Y
- Z

La publication, puis l'éditeur enfin la date de parution :

### A
- Achille Talon magazine, Dargaud (parution de 1975 à 1976)
- Ah ! Nana, Les Humanoïdes Associés (parution d'octobre 1976 à septembre 1978)
- American illustré, Librairie Mondiale (parution du 29 juin 1907 au 28 mars 1908)
- Âmes vaillantes, Fleurus (1re série : parution de décembre 1937 à août 1944 - 2e série : parution de septembre 1946 à octobre 1963)
- L'As, SPE (parution d'avril 1937 à juin 1940)
- L'Astucieux, Société Universelle d'Éditions (parution de mai 1947 à décembre 1948)
- (À suivre), Casterman (parution de février 1978 à décembre 1997)
- L'Audacieux, Éditions Mondiales (parution de janvier 1941 à août 1942)
- Avant-Première, Dargaud - Le Lombard (En moyenne 4 par an depuis octobre 1997)
- Aventures, Librairie Moderne, SAGE (1re série : parution d'avril 1936 à septembre 1941 - 2e série : parution de janvier 1949 à octobre 1950)
- Aventures illustrées, Éditions Guy Depierre, (parution de 1940 à 1942), prédécesseur de Bimbo
- L'Aventureux, Éditions Mondiales (parution de mars 1936 à mai 1942)
- L'Avis des Bulles, L'Avis des Bulles (première série no 1 à 22 de janvier 1996 à mai 1998, deuxième série no 1er octobre 1998, en cours (no 214 en avril 2018))

### B
- Baby Journal, Arts Graphiques Presse (parution d'avril 1948 à avril 1949)
- Bachi Bouzouk, Avanti (paraît depuis 1999)
- Baladin de Paris, Francelia (parution de décembre 1960 à octobre 1963)
- Bambou, Éditions La Bande décidée d’ici puis les Éditions Nommem’art, (parution de juin 1986 à septembre 1990)
- Le Banni, Marcel système, puis Éditions SPP (parution de février 1988 à ? - quatre numéros parus)
- Batman Mag, Panini, 2006-
- Bayard, Bonne Presse (avant-guerre : parution du 5 janvier 1936 au 9 juin 1940), puis
Jean et Paul, Bonne Presse (parution du 15 décembre 1940 à octobre 1944), puis
Bayard, Bonne Presse (1re série : parution du 8 décembre 1946 au 24 juin 1956), puis
Bayard, Bonne Presse (2e série : parution du 1er juillet 1956 au 9 avril 1961), puis
Bayard, Bonne Presse (3e série : parution du 16 avril 1961 au 14 janvier 1962), puis
Record, Bayard Presse et Dargaud (parution du 15 janvier 1962 à juillet 1976)
- BD (L'hebdo de la BD), Éditions du Square (parution d'octobre 1977 à novembre 1978)
- Bedeka, Posse Press (parution de février 2004 à octobre 2005)
- Les Belles aventures, Éditions Mondiales (parution de décembre 1942 à août 1944)
- Les Belles images, Fayard (parution d'avril 1904 à décembre 1936)
- Benjamin, Jean Nohain (parution de novembre 1929 à août 1939)
- Bernadette, Bonne Presse (1re série : parution de janvier à août 1914 - 2e série : parution de mars 1923 à juin 1940 - 3e série : parution de décembre 1946 à décembre 1963)
- Bikini, Sedli (parution de mai 1984 à février 1985)
- Bilboquet, Édition du Petit Echo de la Mode (parution de février 1938 à janvier 1939)
- Bimbo, Éditions Guy Depierre, (parution de 1942 à février 1950), successeur d'Aventures illustrées
- Blandice (la BD sans dessus ni dessous), (parution trimestrielle depuis janvier 2017)
- Bob et Bobette, Dargaud (parution de juillet 1946 à août 1947)
- Bob Mallard, Éditions Jeunesse et vacances (parution de mars à décembre 1977)
- BoDoï, LZ Publications (parution d'octobre 1997 à septembre 2008)
- Boum !, SPE (parution de juin à novembre 1937)
- Bravo (parution de décembre 1940 à avril 1951)
- Brazil, Oro Productions (parution de juin 1994 à octobre 1994)

### C
- Capsule Cosmique, éditions Milan (parution de septembre 2004 à juin 2006)
- Capt'aine Sabord, Gordinne (parution de février 1947 à mai 1949)
- Capt'ain Swing, Mon journal multimédias (paraît depuis avril 1994)
- Castor Juniors Magazine, Edi-Monde (parution de 1978 à 1981)
- Cendrillon, Société d'Éditions Techniques et Littéraires (parution de janvier à octobre 1943)
- Censuré, Martin-Fréville (parution d'octobre 1985 à juillet 1987)
- Charlie Hebdo, Éditions du Square, Kalachnikof (1re série : parution de novembre 1970 à décembre 1981 - 2e série : parution depuis juillet 1992)
- Charlie Mensuel, Éditions du Square, Dargaud (1re série : parution de février 1969 à septembre 1981 - 2e série : parution d'avril 1982 à février 1986)
- Chouchou, Filipacchi (parution de novembre 1964 à mai 1965)
- Circus, Glénat (parution de juin 1975 à octobre 1989)
- Cœurs Vaillants, Union des Œuvres, Fleurus (1re série : parution de décembre 1929 à juin 1940 - 2e série : parution de septembre 1940 à août 1944 - 3e série : parution de mai 1946 à octobre 1963)
- Comics 130, Futuropolis (parution de novembre 1970 à avril 1974)
- Comic Strip Magazine, (paraît depuis janvier 2009)
- Coq hardi, Marijac, Éditions de Montsouris, Éditions de Chateaudun (1re série : parution de novembre 1944 à août 1954 - 2e série : parution de septembre 1954 à mai 1955 - 3e série : parution de juillet 1955 à septembre 1956 - 4e série : parution de février 1962 à février 1963)
- Le Corsaire de fer, Éditions Mondiales (parution de septembre 1936 à février 1937)
- Cosmocats, NERI (parution de novembre 1986 à juillet 1987)
- Corto Maltese, Milano Libri (de 1983 à 1993)
- Corto Maltese, Casterman (parution d'avril 1985 à novembre 1989)
- Creepy, Publicness (parution de mars 1969 à avril 1976)
- Cri-Cri, Offenstadt (1re série : parution de mars 1911 à septembre 1918 - 2e série : parution d'octobre 1918 à juin 1937)
- La Croix d'honneur, Offenstadt (parution de janvier 1915 à octobre 1918)
- Cubitus (bimestriel), Lombard (parution de décembre 1989 à octobre 1990)

### D
- DBD, Éditions DBD (paraît depuis 1999)
- Dimanche fillettes, Éditions Vaillant (parution d'avril 1949 à février 1950)
- Dimanche Illustré, Dupuis (parution de mars 1924 à mai 1940)
- Djin, Fleurus (parution d'octobre 1974 à septembre 1981)
- Donald, Opera Mundi (parution de mars 1947 à mars 1953)
- Donald Magazine, version du journal de Mickey vendu par portage, magazine semestriel publié par Édi-Monde/Hachette de 1982 à 1990

### E
- Écho de la Mode (parution de 1955 à 1977)
- L'Écho des savanes, Albin Michel (1re série : parution de mai 1972 à janvier 1982 - 2e série : paraît depuis novembre 1982)
- L'Écran, Éditions de la Nébuleuse (parution de juin à novembre 1974)
- Empire, Éditions Robert Rivard (parution de mai 1982 à mai 1983)
- Enfin Bref, Éditions à Mains Nues (parution de mai 1985 à septembre 1986)
- L'Épatant, SPE (Société parisienne d'édition) (1re série : parution du 9 avril 1908 au 24 août 1939 - 2e série : parution d'avril à novembre 1951 - 3e série : parution de mars à novembre 1967 - 4e série : parution de décembre 1967 à juin 1969)
- Ère Comprimée, Campus éditions (parution de décembre 1979 à octobre 1986)

### F
- Fanfan la tulipe, Éditions et Publications Française (parution de mai 1941 à mars 1942)
- Ferraille, Les Requins Marteaux (paraît depuis août 1996)
- Fillette, Offenstadt (1re série : parution d'octobre 1909 à mars 1942 - 2e série : parution de mai 1946 à août 1964)
- Fluide glacial, Audie (paraît depuis mai 1975)
- Formule 1, Fleurus (parution d'octobre 1970 à septembre 1981)
- Framboise, Kimberlite Presse (paru de ??? 1999 à juin 1999)
- Francs jeux, SUDEL (parution de juin 1946 à juin 1979)
- Frilouz, PGDB (parution de 1982 à 1984)
- Fripounet, Fleurus (parution d'octobre 1969 à août 1993)
- Fripounet et Marisette, Fleurus (parution de novembre 1945 à septembre 1969)
- Futurs, Futurs Presse Éditions, Idémédia (1re série : parution de mai à décembre 1978 - 2e série : parution de février à avril 1981)

### G
- Gag Mag, Glénat (parution de juillet 1988 à février 1989)
- Gavroche, Éditions Renaudot (parution d'octobre 1940 à février 1942)
- G.I. Joe, Marvel UK (parution de juin à août 1988)
- Gomme !, Glénat (parution de 1981 à 1984)
- Gotham, Vents d'Ouest (parution d'octobre 1995 à septembre 1996)
- Goupil, Éditions Pierre Fanlac (parution de septembre 1945 à octobre 1946)
- Les grandes aventures, Les Éditions de Demain (parution de septembre 1940 à janvier 1942)
- Grandir, Éditions et Publications Française (parution de juin à septembre 1949)

### H
- Hara-Kiri Hebdo, Éditions du Square, SELD, Société Française de Revue (1re série : parution de février 1969 à novembre 1970 - 2e série : parution en 1993 - 3e série : parution en 1996)
- Hara-Kiri Mensuel, Éditions du Square, Éditions des Trois Portes, Éditions du Petit Pont, Yu Productions, SELD, Société Française de Revues (1re série : parution de septembre 1960 à décembre 1985 - 2e série : parution de 1986 à 1987 - 3e série : parution en 1988 - 4e série : parution de 1988 à 1990 - 5e série : parution de janvier à mars 1993 - 6e série : paraît depuis avril 1996)
- Hardi, Offenstadt (parution de juin à novembre 1937)
- Hello Bédé, Lombard (parution de septembre 1989 à 1993)
- Héroïc-Albums, Édition Esseo (parution de 1945 à décembre 1956)
- Hop-là !, Opera Mundi (parution de décembre 1937 à juin 1940)
- Hurrah !, Société d'Éditions et de Périodiques Illustrés (1re série : parution de juin 1935 à avril 1942 - 2e série : parution de février 1951 à octobre 1953)

### I
- L'Illustré, Offenstadt (parution de mai 1904 à octobre 1906)
- Imagine, Procodif (parution de 1975 à 1976)
- L'Immanquable, DBD, (paraît depuis janvier 2011)
- L'Inédit, Offenstadt (parution de mai 1912 à juillet 1914)
- L'Intox, SEH Éditions (parution de novembre à décembre 1985)
- L'intrépide, Offenstadt (1re série : parution de mai 1910 à juin 1937 - 2e série : parution de décembre 1948 à octobre 1949 - 3e série : parution de novembre 1949 à août 1962)

### J
- J2 Jeunes, Fleurus (parution d'octobre 1963 à septembre 1970)
- J2 Magazine, Fleurus (parution d'octobre 1963 à septembre 1974)
- Jade, 6 pieds sous terre (paraît depuis décembre 1991)
- Jeannot, Édifrance (parution de février 1957 à juin 1958)
- Jeep-Blondine, Éditeur Studio Guy (parution de 1945 à 1947)
- Jet, Le Lombard (parution de 1990 à 1991)
- Jeudi, Ventillard (parution d'octobre 1931 à février 1936)
- Le jeudi de la jeunesse, Tallandier (parution d'avril 1904 à août 1914)
- La Jeunesse illustrée, Fayard (parution de mars 1903 à juin 1935)
- Jeunesse joyeuse, SPE (parution de mars 1955 à juin 1964)
- Le Journal de Bibi Fricotin, SPE (parution d'avril 1965 à février 1976)
- Le Journal de Mickey Opera Mundi, Hachette (1re série : parution d'octobre 1934 à juillet 1944 - 2e série : paraît depuis juin 1952)
- Le Journal de Nano et Nanette, Éditions Mireille (1re série : parution du 15 mai 1955 au 1er trimestre 1958), Éditions de Chateaudun (2e série : parution du 16 avril 1958 au 1er février 1966)
- Le Journal de Paddy, Michel Régnier (parution de juin 1955 à septembre 1955)
- Le Journal des pieds nickelés, SPE (1re série : parution de juillet 1948 à avril 1951 - 2e série : parution d'octobre 1964 à février 1976)
- Le Journal de Taty, Flammarion (parution de juin 1941 à février 1942)
- Le Journal de Toto, (parution du 15 mars 1937 au 31 mai 1940)
- Joyeuse Lecture, SPE (parution de mars 1956 à mars 1963)
- Jumbo, Librairie Moderne (parution de février 1935 à novembre 1944)
- Junior, SPE (1re série : parution d'avril 1936 à mars 1942 - 2e série : parution de janvier à juillet 1947)
- Junior, S.A. Mirax (parution d'octobre 1953 à février 1979)

### K
- Kid Paddle Magazine, Éditions Hachette (paraît depuis 2002)
- King Kong, Éditions de Navarre (parution de février à juillet 1948)
- Kiss Comix, La Cúpula (paraît depuis 1994)
- K.O.G, Harnois (paraît depuis 2001)

### L
- La revue LGBT BD,LGBT BD (paraît depuis 2016)
- Lanfeust Mag, Soleil - MC Productions (paraît depuis mai 1998)(fin de parution février 2019)
- Lapin, L'Association (paraît depuis janvier 1992)
- Le journal de Lucky Luke, Mondadori France (paraît en juin 2014)
- Le Lynx à tifs, A.A.N.A.L. (parution de février 1982 à septembre 1986)
- Line, le journal des chics filles, Raymond Leblanc puis Lombard (parution du 10 mars 1955 à décembre 1963)
- Lisette, Éditions de Montsouris (1re série : parution de juillet 1921 à mars 1942 - 2e série : parution de mai 1946 à avril 1973)
- Lisette et Caroline, SFPI (parution de mai 1973 à septembre 1974)
- Lucky Luke (mensuel), Dargaud (parution de mars 1974 à février 1975)
- Lucky Luke (mensuel), Semic (parution de juin 1994 à janvier 1995)

### M
- Mad, Francélia et Grafika Éditions (1re série : parution de novembre 1965 à juin 1966 - 2e série : parution d'octobre 1981 à mai 1982)
- Made in Kébec, Éditions Opus 3 (parution de janvier 1971 à janvier 1972)
- Marcel, SEH (un seul numéro paru en juin 1986)
- Méfi, Artefact (parution de mars 1978 à mai 1980)
- Métal Aventure, Les Humanoïdes Associés (parution de 1983 à 1985)
- Métal hurlant, Les Humanoïdes Associés, Éditions Hachette (1re série : parution de janvier 1975 à août 1987 - 2e série : parution de juillet 2002 à octobre 2004 - 3e série : paraît depuis septembre 2020)
- Mickey Magazine, Éditions du Pont-Levis (parution d'octobre 1950 à septembre 1959)
- Mickey Parade, Éditions Hachette (1re série : parution d'avril 1966 à décembre 1979 - 2e série : paraît depuis janvier 1980)
- Mireille, Éditions de Chateaudun (parution d'avril 1953 à septembre 1964)
- Mon camarade, Éditions sociales internationales (parution de juin 1933 à septembre 1939)
- Mon journal, Aventures et Voyages (parution d'août 1946 à avril 1948)
- Mormoil, Éditions Nialley (parution de mars 1974 à novembre 1975)

### O
- Ogoun !, Les Éditions du Poteau (parution de septembre 1995 à avril 1997)
- OK, Société d'Édition Enfantine (parution de mai 1946 à juin 1949)
- Ololé, Éditions du Léon-Landerneau (parution de novembre 1940 à mai 1944)
- Oxygène, Société Nationale d'Édition (parution de novembre 1949 à janvier 1950)

### P
- Paris Jeunes, SAGE (parution de mai 1946 à mai 1947)
- Patrimoine, Éditions Patrimoine (parution d'avril 1973 à février 1974)
- Paul et Mic, SPE (parution de septembre 1964 à septembre 1965)
- Pavillon Rouge, Delcourt Presse (parution de juin 2001 à juillet 2003)
- Pat, Édition Fédération nationale des patronages (parution du 15 septembre 1946 à 1959)
- Le Pêle-Mêle, Offenstadt (parution de février 1924 à avril 1930)
- Perlin Pinpin, Fleurus (parution de novembre 1945 à septembre 1946)
- Petits Belges, Éditions Bonne Presse (parution du 4 janvier 1920 au 4 décembre 1960)
- Le Petit Écho de la Mode (parution de 1880 à 1955)
- Le Petit Illustré, Société parisienne d'édition (anciennement « Offenstadt Frères » puis « Publications Offenstadt » ; parution de novembre 1906 à avril 1936)
- Le Petit Monde, (parution du 14 mars 1946 à 1947)
- Le Petit psikopat illustré, Le Petit Psikopat Illustré (parution de 1982 à 1984)
- Le Petit Vingtième, Le Journal du Vingtième Siècle (parution du 1er novembre 1928 au 9 mai 1940)
- Picsou Magazine, Édi-Monde (paraît depuis 1972)
- Pierrot, Éditions de Montsouris (1re série : parution de décembre 1925 à mars 1942 - 2e série : parution de mai 1947 à décembre 1957)
- Pif Gadget (hebdomadaire), puis Pif, Vaillant (parution de février 1969 à janvier 1994)
- Pif Gadget (mensuel), Pif Éditions (1re série : parution de juillet 2004 à décembre 2008 - 2e série : paraît depuis décembre 2020)
- Pilote (hebdomadaire), Dargaud (parution d'octobre 1959 à mai 1974)
- Pilote (mensuel), Dargaud (2e série: parution de juin 1974 à février 1986)
- Pistolin, Gagnaire (parution de février 1955 à août 1958)
- Pour ta belle gueule d'ahuri, (parution du printemps 1979 au printemps 1983)
- Prisme, Éditions Phase (parution de mars 1976 à décembre 1977)
- Psikopat, Éditions du Square, ZeBu Éditions (série fanzine : à partir de mai 1982 - 1re série : parution de janvier à avril 1985 - 2e série : paraît de juin 1989 à janvier 2019)

### Q
- Quinze ans, Ventillard, SPE (parution d'octobre 1965 à septembre 1980)

### R
- Rallye Jeunesse, Bonne Presse (parution d'avril 1959 à mars 1963)
- Les Récrés de Totoche Éditions de la Séguinière (parution 1979)
- Record, Bonne Presse, Bayard Presse (1re série : parution de janvier 1962 à décembre 1971 - 2e série : parution de janvier 1972 à décembre 1973 - 3e série : parution de janvier 1974 à juillet 1976)
- Récréation, Nuit et Jour Publications (parution de mai 1946 à octobre 1947)
- Ric et Rac, Fayard (parution de mars 1929 à août 1944)
- Risque-Tout, Dupuis (parution du 24 novembre 1955 au 1er novembre 1956)
- Robinson, Opera Mundi (parution d'avril 1936 à juin 1940)
- Rustica (paraît depuis 1928)
- La Revue Dessinée, LRD SAS (paraît depuis 2013)

### S
- Safarir, Artistocrates Associés (paraît depuis octobre 1987)
- Samedi-Jeunesse, Éditions du samedi (parution du 19 novembre 1957 à novembre 1976)
- Sapristi !, Association normande de bande dessinée (ANBD) (parution de novembre 1983 au printemps 2003)
- Schtroumpf !, Cartoon Creation (parution d'octobre 1989 à al fin de 1990)
- La Semaine de Suzette, Gautier-Languereau (1re série : parution de février 1905 à juin 1940 - 2e série : parution de mai 1946 à août 1960)
- Somnambulle, Éditions à Mains Nues (parution en mai 1985)
- Sourire et Vaillance, Fleurus (parution de 1940 à 1942)
- Spirou, Dupuis (paraît depuis avril 1938)
- Spot BD, Dargaud (parution d'avril 1986 à juin 1988)
- Story, Éditions du Pont-Lévis (parution du 15 juin 1945 au 22 mars 1951)
- Strange, parution de janvier 1970 à mars 1998 par les Éditions Lug puis par les éditions Semic.
- Strips, Sycopress (parution de septembre à octobre 1996)
- Super As (Belgique) / Super J (France), (parution de février 1979 à octobre 1980)
- Super Pif, Pif Éditions (parution de juin 2015 à octobre 2017)
- Surprise (périodique), Éditions du Square (parution de février à octobre 1976)

### T
- Tarzan, Éditions Mondiales (parution de septembre 1946 à mai 1952)
- TBO, (parution de 1917 à ???)
- Le Téméraire, (parution de janvier 1943 à août 1944)
- Tintin, Le Lombard (1re série : parution d'octobre 1948 à janvier 1973 - 2e série : parution de septembre 1975 à mai 1978)
- Tintin et Milou, Fleurus (parution de décembre 1945 à mai 1946)
- Tintin reporter, Yeti Presse (parution de décembre 1988 à juillet 1989)
- Tintin Sélection, Dargaud (parution de novembre 1968 à décembre 1977)
- Tousse Bourin, S.R.P. (parution de septembre 1975 à juin 1976)

### V
- Les vacheries de Corinne à Jeannot, Éditions de la Séguinière (parution 1979, 1980)
- Vaillant, Éditions Vaillant (parution de juin 1945 à février 1969)
- Vampirella, Publicness, Éditions du Triton, (1re série : parution de 1970 à 1976 - 2e série : parution d'avril à octobre 1978)
- Vécu, Glénat mars 1985 à juin 1994 (58 numéros) puis janvier 1995 à décembre 2004
- Viper, Sensemilla Éditions (parution de 1981 à 1984)
- Virus, Éditions du Fromage (parution de décembre 1980 à juin 1981)

### W
- Week BD, Dargaud (parution de septembre 1989 à mars 1991)
- Wrill, Éditions Gordinne (parution de juillet 1945 au 26 mai 1949)

### Y
- Yéti, Sandyx (parution de novembre 1990 à mai 1991)

### Z
- Zeppelin, Éditions Hélium Z (parution de septembre 1992 à juin 1993)
- Zig et Puce, Chapelle (parution de novembre 1949 à juin 1950)
- Zig Zag, Chapelle (parution de novembre 1952 à janvier 1953)
- Zinc, Balland (parution de mai 1971 à mai 1974)
- Zine Zag, Éditions Publika (parution de décembre 1998 à avril 2004)
- ZOO, Médiabandes puis Arcadia (parution depuis 2004)